# Stavele
Stavele is een dorp in de Westhoek, gelegen aan de IJzer. Sinds 1977 is het een deelgemeente van de Belgische gemeente Alveringem. Stavele heeft een oppervlakte van 12,63 km² en telde in 2008 660 inwoners.

## Geschiedenis
Stavele werd voor het eerst vermeld in 1110 als Stafala, Germaans voor bos op hoge zandgrond. De heerlijkheid was een van de belangrijkere van Veurne-Ambacht. Tot 1715 waren de heren van Stavele, die tot 1525 ook tot het geslacht van Stavele behoorden, burggraaf van Veurne.
De geschiedenis van het dorp hangt ook nauw samen met die van de voormalige abdij van Eversam die in 1091 werd gesticht en op het grondgebied van Stavele lag. Na de Franse Revolutie verdween de abdij.
In 1971 werd de gemeente Beveren, die gelegen is aan de overkant van de IJzer, aangehecht maar in 1977 werden ze beide deelgemeenten van Alveringem.

## Bezienswaardigheden
- De Sint-Jans Onthoofdingkerk met het Van Peteghemorgel uit 1821-'23
- De hoeve Klein Eversam uit 1642 die geklasseerd werd als beschermd monument in 1985
- De abdijhoeve Eversam werd geklasseerd als beschermd monument in 1986
- De restanten van de abdij van Eversam

## Natuur en landschap
Stavele ligt in het dal van de IJzer op een hoogte van 5 meter, terwijl de hoogte naar het zuiden geleidelijk toeneemt tot 11 meter. Het behoort tot Zandlemig Vlaanderen. Ten oosten van de dorpskom bevindt zich het Eversambos, vlak bij de samenvloeiing van de IJzer en de Poperingevaart.
Op de IJzer is er mogelijkheid tot kanovaren.

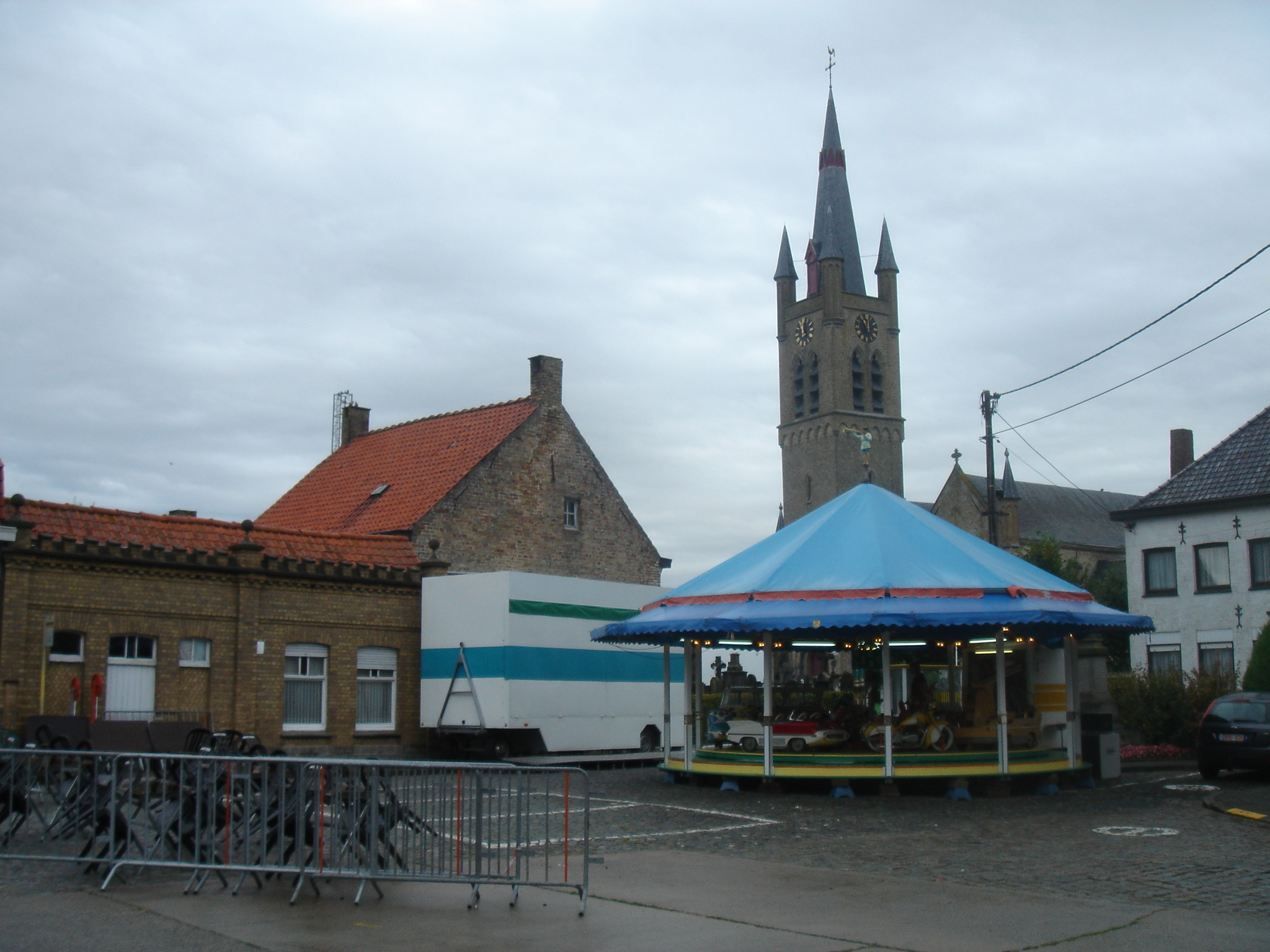
Kermis '09 in Stavele, met op de achtergrond de Sint-Jan-Onthoofdingkerk
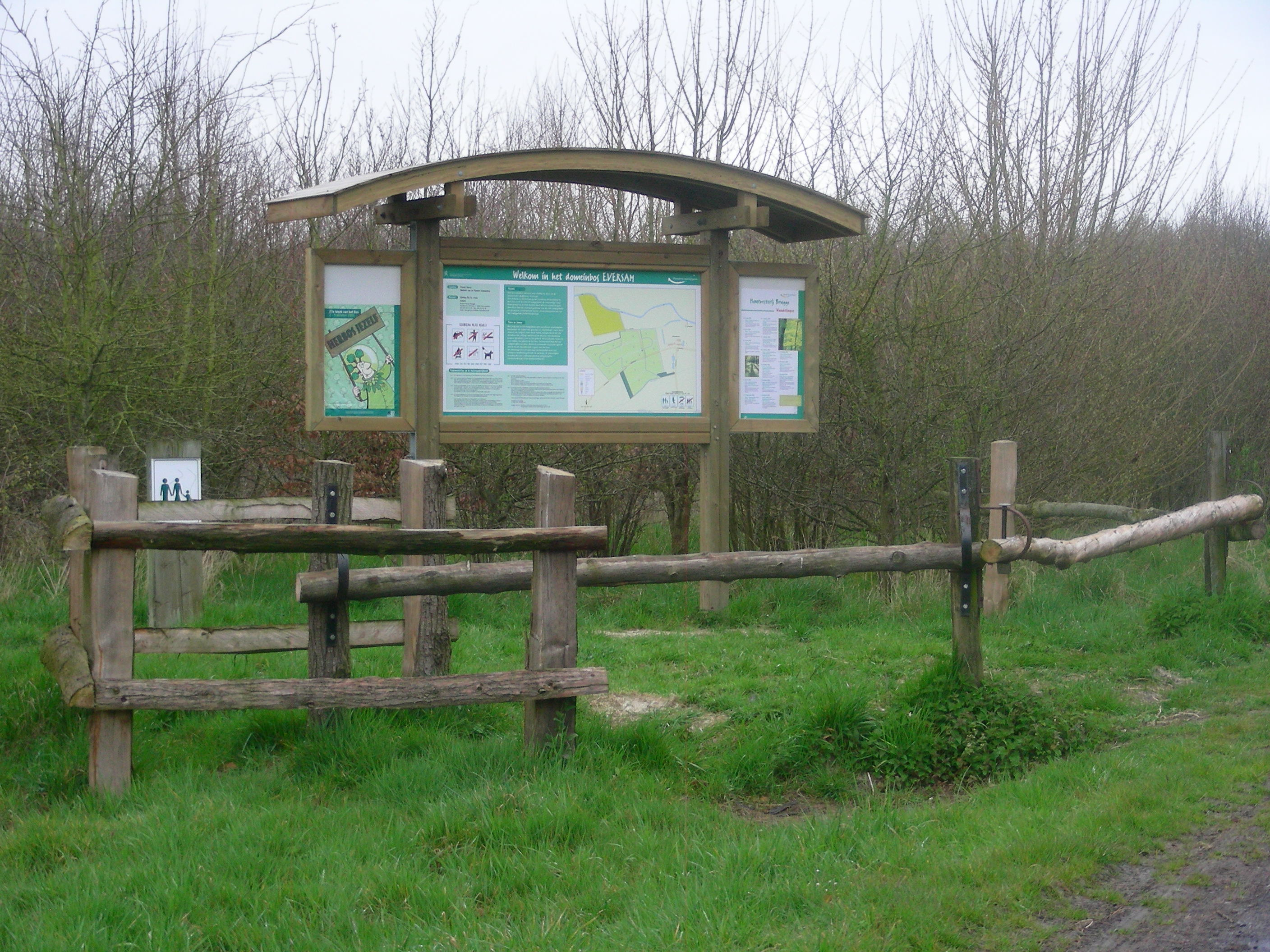
Het Eversambos
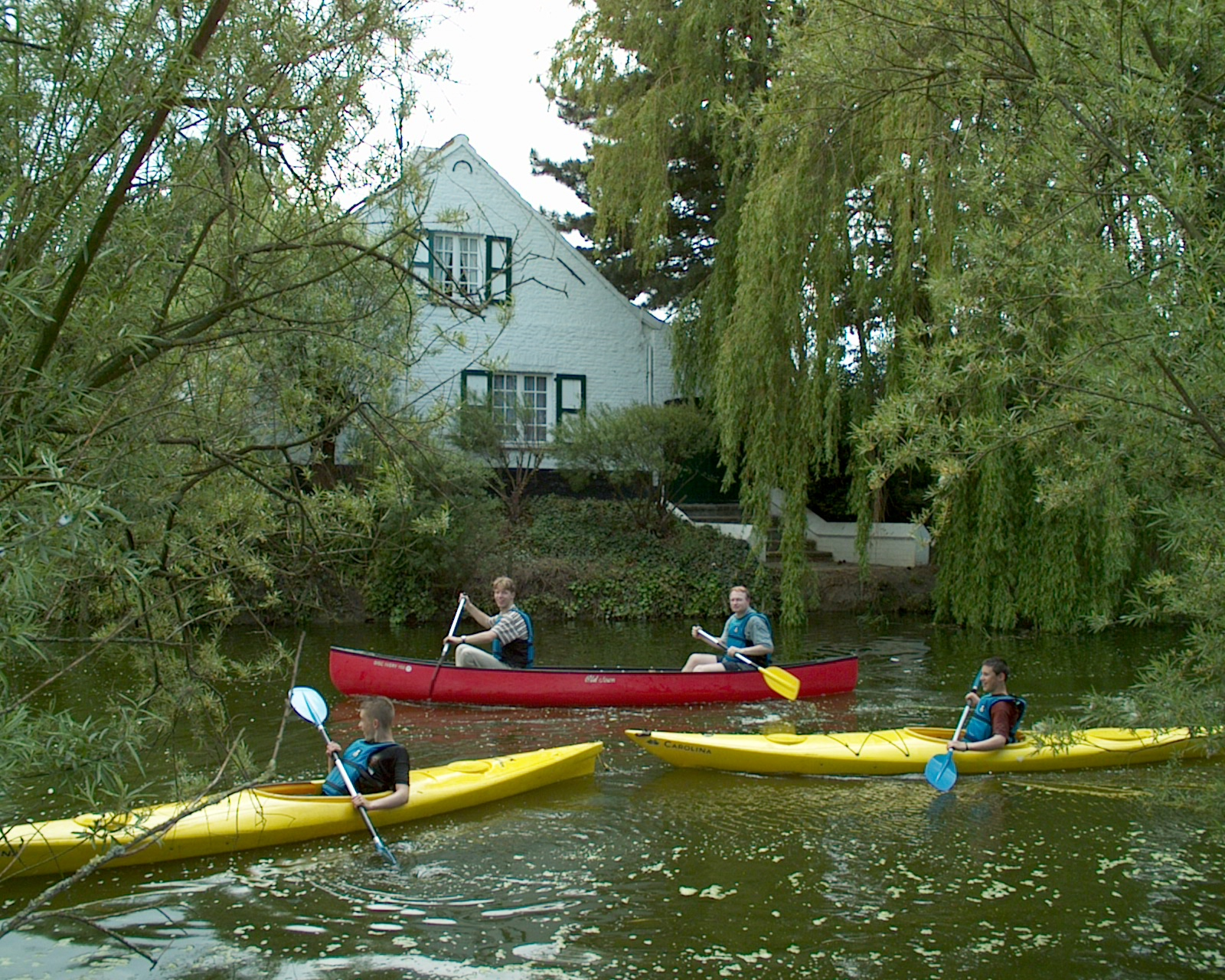
Kanovaren op de IJzer

## Demografische evolutie
Stavele is steeds een rustig landbouwdorp gebleven. Het merendeel van de bevolking bestaat dan ook uit landbouwfamilies. Het aantal inwoners bereikte een hoogtepunt in 1890 en neemt sindsdien af. Vooral na de Eerste Wereldoorlog ontvolkte de plaats sterk door de mechanisatie van de landbouw.
- Bronnen:NIS, www.westhoek.be en Gemeente Alveringem - 1806 t/m 1970=volkstelling; 1976=inwoneraantal op 31 december; 1999 en 2005=inwoneraantal op 1 januari
- 1971: aanhechting van Beveren (+12,35 km² met 983 inwoners)
- 1977: Stavele en Beveren worden deelgemeenten van Alveringem; grafiek= inwoneraantal deelgemeente Stavele

## Politiek
Stavele had een eigen gemeentebestuur en burgemeester tot de gemeentelijke fusie van 1977. Burgemeesters waren:
- 1830 : Carolus Josephus Cornelis
- 1830-1863 : Petrus Vrammout
- 1863-1892 : Eugene Ivo Cornelis
- 1892-1926 : Jules-Benedictus Lelieur
- 1927-1937 : Hieronymus Julius Augustus Pil
- 1938-1963 : Joseph Cornelis
- 1963-1970 : Felix Cornelius Leon Debaenst
- 1971-1976 : Fernand Feys

De laatste burgemeester, Fernand Feys, was voordien al een kwarteeuw burgemeester geweest in Beveren-aan-de-IJzer, en na de gemeentefusie van 1977 werd hij ook burgemeester in Alveringem.

## Bekende Stavelenaars
- René Butaye (1858-1929), jezuïet, missionaris in Congo.
- Johan Vande Lanotte, politicus, is in Poperinge geboren maar groeide op in Stavele.
- Stan Dewulf, profwielrenner voor Lotto Soudal.
- Alexis De Carne, priester-dichter, woonde in Roeselare maar geboren in Stavele. Het kerkplein van Stavele is naar hem genoemd

## Nabijgelegen kernen
Beveren, Leisele, Gijverinkhove, Krombeke
Deelgemeenten: Alveringem · Beveren aan de IJzer · Gijverinkhove · Hoogstade · Izenberge · Leisele · Oeren · Sint-Rijkers · Stavele

Belgische gemeenten · Arrondissement Veurne · West-Vlaanderen · Vlaanderen